# Liste der Stolpersteine in Limbach-Oberfrohna
Die Liste der Stolpersteine in Limbach-Oberfrohna enthält sämtliche Stolpersteine, die im Rahmen des gleichnamigen Kunst-Projektes von Gunter Demnig in Limbach-Oberfrohna im Landkreis Zwickau verlegt wurden.

## Hintergrund
Mit diesen Gedenksteinen soll Opfern des Nationalsozialismus gedacht werden, die in Limbach-Oberfrohna lebten und wirkten. Die erste Verlegung von drei Stolpersteinen erfolgte nach Zustimmung durch den Stadtrat im März 2015;; eine weitere von 4 Steinen im März 2017. Insgesamt wurden bislang 7 Stolpersteine an 7 Adressen verlegt.

## Liste der Stolpersteine in Limbach-Oberfrohna
Zusammengefasste Adressen zeigen an, dass mehrere Stolpersteine an einem Ort verlegt wurden. Die Tabelle ist teilweise sortierbar; die Grundsortierung erfolgt alphabetisch nach der Adresse. Die Spalte Person, Inschrift wird nach dem Namen der Person alphabetisch sortiert.
| Bild | Adresse                          | Verlegedatum  | Person, Inschrift | Kurzvita / Anmerkungen |
| --- | -------------------------------- | ------------- | --- | ---------------------- |
| | Albert-Einstein-Straße 40 (Lage) | 18. März 2017 | Hier wohnte Georg Moritz Schlimper Jg. 1891 in verschiedenen Heilanstalten ‘verlegt‘ 12.11.1940 Pirna-Sonnenstein ermordet 12.11.1940 ‘Aktion T4‘ |                        |
| | Chemnitzer Straße 18 (Lage)      | 18. März 2017 | Hier wohnte Georg Arthur Sallmann Jg. 1882 in verschiedenen Heilanstalten ‘verlegt‘ 18.10.1940 Pirna-Sonnenstein ermordet 18.10.1940 ‘Aktion T4‘  |                        |
| | Marktsteig 3 (Lage)              | 18. März 2017 | Hier wohnte Rosa Margarete Kirsten Jg. 1900 in verschiedenen Heilanstalten ‘verlegt‘ 18.10.1940 Pirna-Sonnenstein ermordet 18.10.1940 ‘Aktion T4‘ |                        |
| | Moritzstraße 15 (Lage)           | 19. März 2015 | Hier wohnte Herbert Granz Jg. 1912 verhaftet 1933 Gefängnis misshandelt / gefoltert auf der Flucht erschossen 9.3.1933                            |                        |
| | Pleißaer Straße 25 (Lage)        | 19. März 2015 | Hier wohnte Richard Freimann Jg. 1885 im Widerstand verhaftet 1943 Gefängnis Chemnitz 1944 Sachsenhausen ermordet                                 |                        |
| | Querstraße 13 (Lage)             | 18. März 2017 | Hier wohnte Herrmann Richard Knorr Jg. 1895 in verschiedenen Heilanstalten ‘verlegt‘ 6.5.1940 Brandenburg ermordet 6.5.1940 ‘Aktion T4‘           |                        |
| Bild gesucht Die Wikipedia wünscht sich an dieser Stelle ein Bild vom hier behandelten Ort. Falls du dabei helfen möchtest, erklärt die Anleitung , wie das geht. BW | Weststraße 13 (Lage)             | 19. März 2015 | Hier wohnte Herbert Malz |                        |

## Politischer Eklat um weitere Stolpersteine
Im September 2022 lehnte der Stadtrat von Limbach-Oberfrohna aus einer Liste mit fünf weiteren Vorschlägen für durch Stolpersteine zu Ehrende zwei Personen ab. Die Ablehnung erfolgte mit den Stimmen der CDU und der AfD mit der Begründung, die von Nazis erschossenen Max Tennler und Arno Förster seien Mitglieder der KPD und damit „der Demokratie nicht gut gesonnen“ gewesen. Daraufhin stellte der Initiator der Aktion, Stadtrat Albert Klepper (Grüne) die Ehrung insgesamt in Frage, denn bei den Opfern dürften „keine Unterschiede gemacht“ werden.